# ひらめき
| ウィキペディアには「ひらめき」という見出しの百科事典記事はありません（タイトルに「ひらめき」を含むページの一覧/「ひらめき」で始まるページの一覧）。 代わりにウィクショナリーのページ「ひらめき」が役に立つかもしれません。 |